# 445818 Ronbeck
445818 Ronbeck este o planetă minoră (asteroid) din centura de asteroizi. A fost descoperită pe 25 iulie 2010 la Wise Observatory⁠(d) de Wide-field Infrared Survey Explorer⁠(d). 
Obiectul prezintă o orbită caracterizată de o semiaxă mare de 3,134353897435 UAi, o excentricitate de 0,17453000186543, o înclinație de 9,9475521150668 ° în raport cu ecliptica.